# Плюшкин, Александр Васильевич
Александр Васильевич Плюшкин (род. 20 мая 1948, Казань) — советский гребец, российский спортивный функционер. Участник летних Олимпийских игр 1976 года, двукратный серебряный призёр чемпионата мира 1974 и 1975 годов, чемпион Европы 1973 года. Заслуженный мастер спорта России.

## Биография
Александр Плюшкин родился 20 мая 1948 года в городе Казань.
Окончил Казанский механико-технологический техникум и факультет физического воспитания Казанского государственного педагогического университета.
Выступал в соревнованиях по академической гребле за казанское «Динамо». Трижды выигрывал чемпионат СССР: в 1973 году в соревнованиях двоек без рулевого, в 1975—1976 годах — в соревнованиях восьмёрок.
В 1973 году завоевал золотую медаль чемпионата Европы в Москве в соревнованиях четвёрок с рулевым.
Дважды выигрывал серебряные медали чемпионата мира в соревнованиях восьмёрок — в 1974 году в Люцерне и в 1975 году в Ноттингеме.
В 1976 году вошёл в состав сборной СССР на летних Олимпийских играх в Монреале. В соревнованиях восьмёрок в полуфинале команда СССР, за которую также выступали Антанас Чикотас, Анатолий Иванов, Игорь Коннов, Анатолий Немтырёв, Василий Потапов, Александр Шитов и Владимир Васильев, заняла 3-е место с результатом 5 минут 37,79 секунды, уступив 5,62 секунды попавшей в финал с 1-го места команде ГДР. В заплыве надежды сборная СССР заняла 3-е место (5.40,65), уступив 2,89 секунды попавшей в финал со 2-го места команде ФРГ. В финале за 7-11-е места советские гребцы победили (6.05,88).
Заслуженный мастер спорта России.
В 1980—2000 годах был заместителем председателя Татарстанского совета спортивного общества «Динамо», с 2000 года — председатель его совета ветеранов.
Был заместителем председателя Татарстанской федерации гребного спорта, членом президиума Федерации гребного спорта России.
Заслуженный работник физической культуры РФ (21 октября 1993).